# Olivgul flatnäbb
Olivgul flatnäbb (Tolmomyias sulphurescens) är en fågel i familjen tyranner inom ordningen tättingar.

## Utseende och läte
Olivgul flatnäbb är en rätt oansenlig tyrann. På huvudet syns ljusa ögon, vitaktiga "glasögon" och en rätt bred näbb som är ljus på nedre näbbhalvan. De tunna benen är ljust skäraktiga och på vingarna syns gulaktiga kanter på vingpennorna som olikt många andra arter inte formar vingband. Det ljusa och läspande lätet kan förväxlas med en insekt eller en tiggande fågelunge.

## Utbredning och systematik
Olivgul flatnäbb delas in i hela 16 underarter med följande utbredning:
- T. s. sulphurescens – sydöstra Brasilien till östra Paraguay och nordöstra Argentina
- T. s. cinereiceps – tropiska södra Mexiko (Oaxaca till Costa Rica
- T. s. flavoolivaceus – västra Panama (i väst till Chiriquí på Stillahavssluttningen och till Colón på karibiska sluttningen) till nordvästra Colombia (i öst till sydvästra Bolívar)
- T. s. asemus – västra Colombia (Cauca och Magdalena-dalarna)
- T. s. confusus – östra Anderna i Colombia, sydvästra Venezuela och nordöstra Ecuador
- T. s. exortivus – Santa Marta-regionen i norra Colombia till norra Venezuela
- T. s. berlepschi – Trinidad
- T. s. aequatorialis – västra Ecuador och nordvästra Peru (Tumbes och Piura)
- T. s. peruvianus – sydöstra Ecuador (Loja) och Norra Peru (i söder till Junín)
- T. s. insignis – nordöstra Peru (Loreto) och intilliggande västra Amazonområdet (Brasilien)
- T. s. mixtus – nordöstra Brasilien (från östra Pará till nordvästra Maranhão)
- T. s. inornatus – subtropiska sydöstra Peru (norra Puno)
- T. s. pallescens – östra Brasilien (Minas Gerais) till norra Bolivia och norra Argentina
- T. s. grisescens – Paraguay och norra Argentina (östra Chaco, Formosa och norra Santa Fe)
- cherriei/duidae-gruppen
  - T. s. cherriei – Venezuelas anslutning till Guyanaregionen och norra Amazonområdet (Brasilien)
  - T. s. duidae – tepuis i sydöstra Venezuela och angränsande nordvästra Brasilien

### Familjetillhörighet
Arten placeras traditionellt i familjen tyranner. DNA-studier visar dock att Tyrannidae består av fem klader som skildes åt redan under oligocen, pekar på att de skildes åt redan under oligocen, varför vissa auktoriteter behandlar dem som egna familjer. Olivgul flatnäbb med släktingar placeras då i Pipromorphidae.

## Levnadssätt
Olivgul flatnäbb hittas i fuktiga låglänta områden, i både fuktiga och torrare miljöer. Den föredrar skogsbryn och halvöppna områden med större träd. Fågeln ses huvudsakligen sitta på medelhög höjd då den ofta håller stjärten något rest.

## Status och hot
Arten har ett stort utbredningsområde, men tros minska i antal, dock inte tillräckligt kraftigt för att den ska betraktas som hotad. Internationella naturvårdsunionen IUCN listar arten som livskraftig (LC). Beståndet uppskattas till i storleksordningen fem till 50 miljoner vuxna individer.

## Bilder

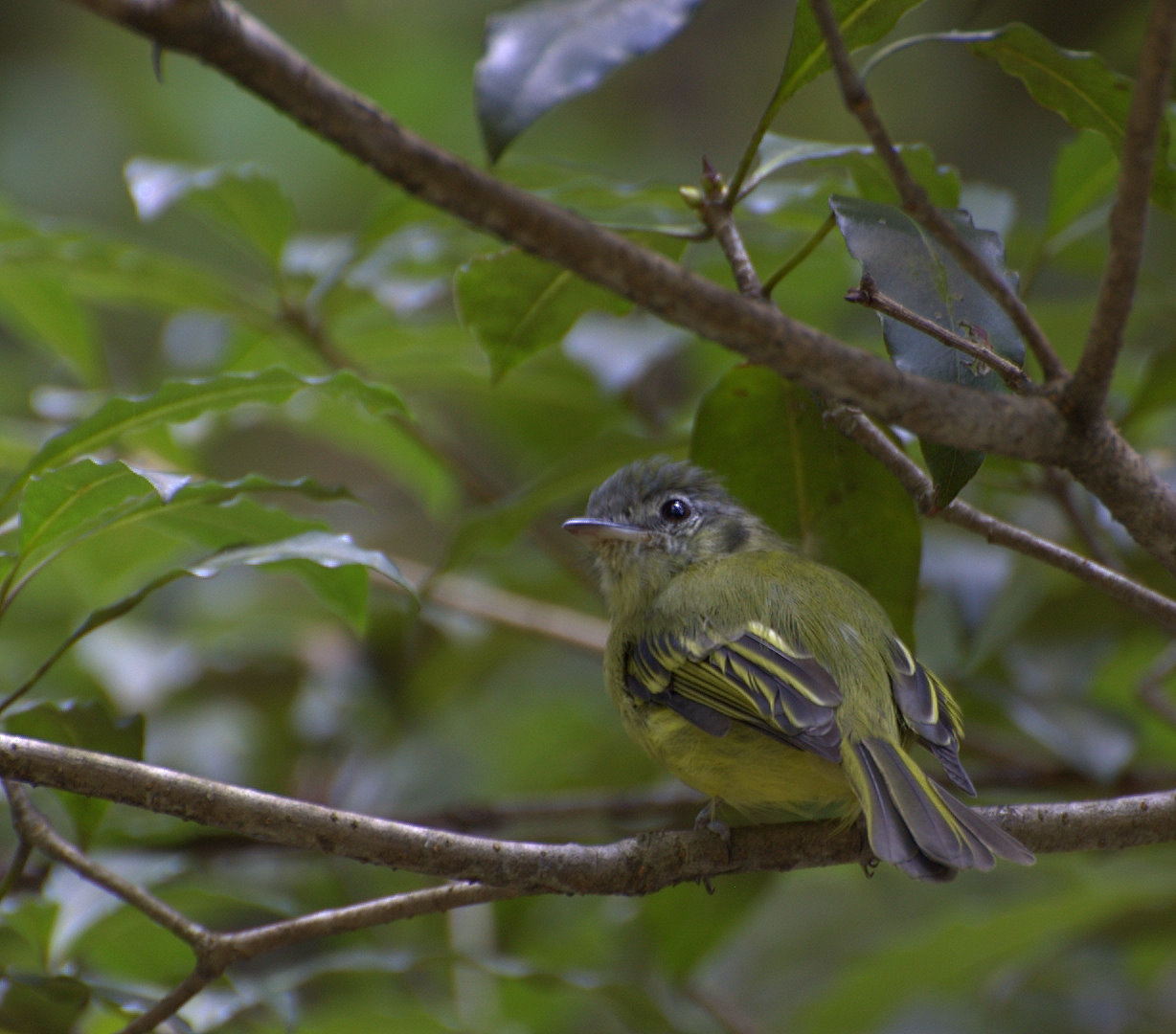
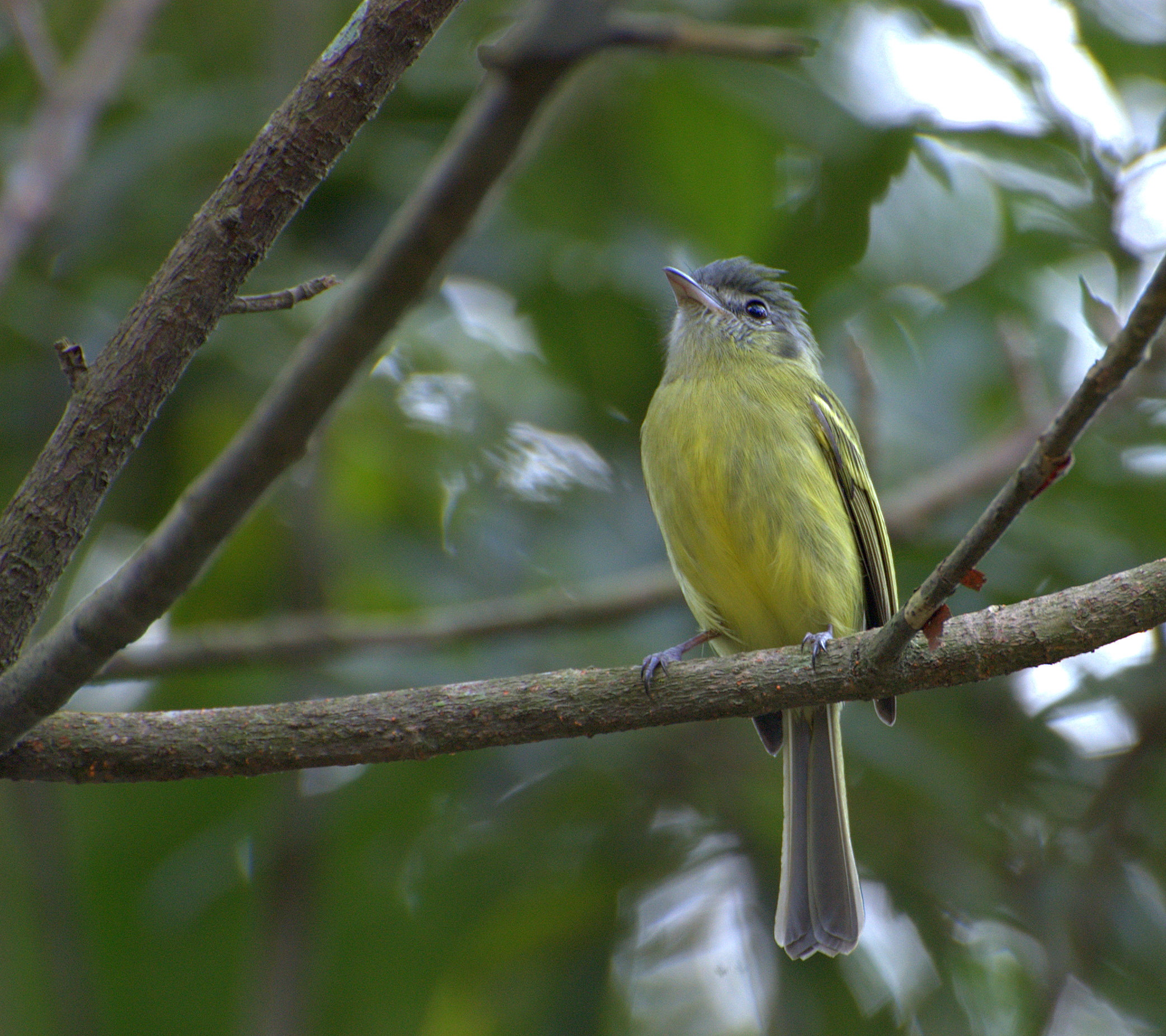
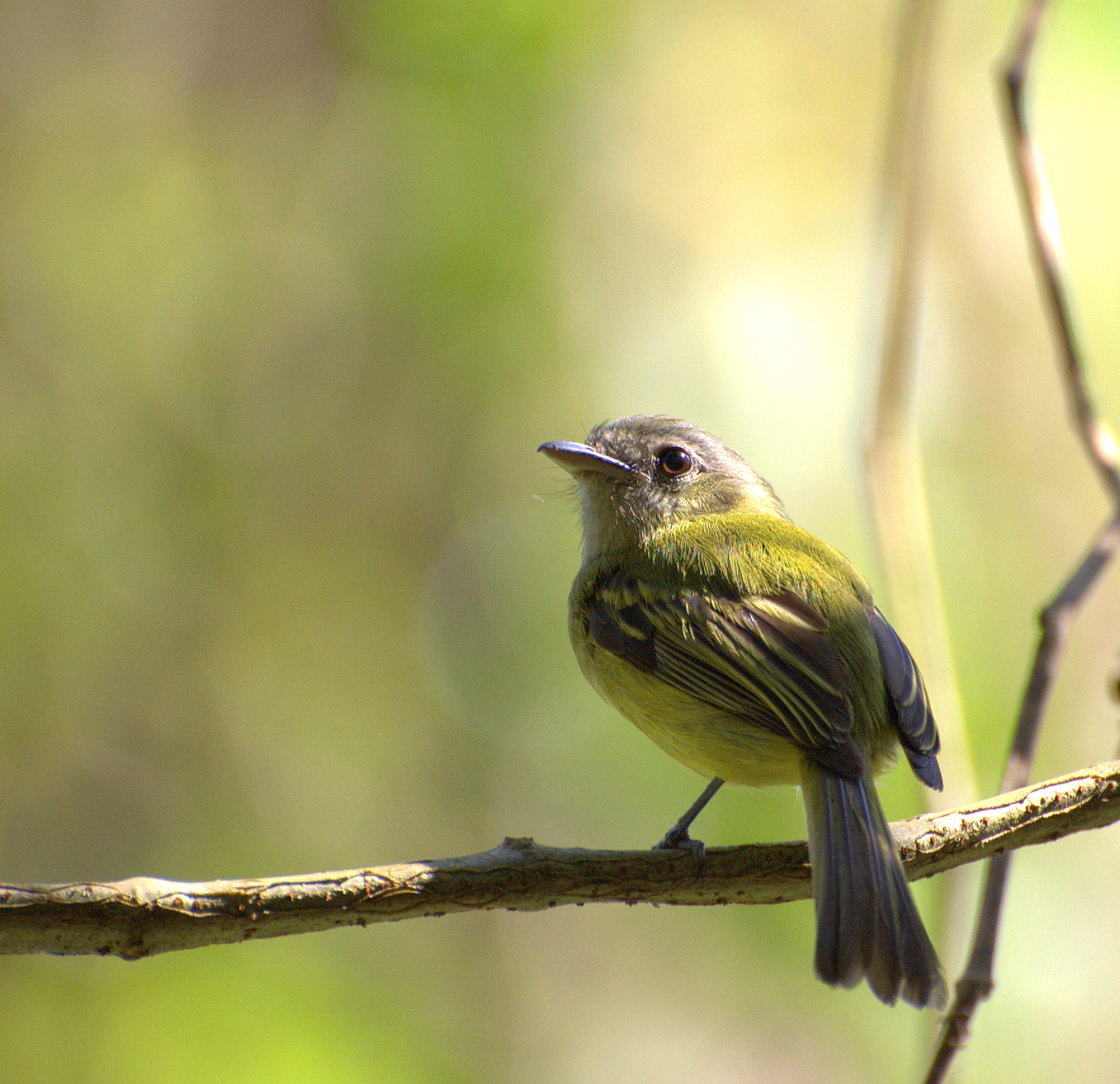
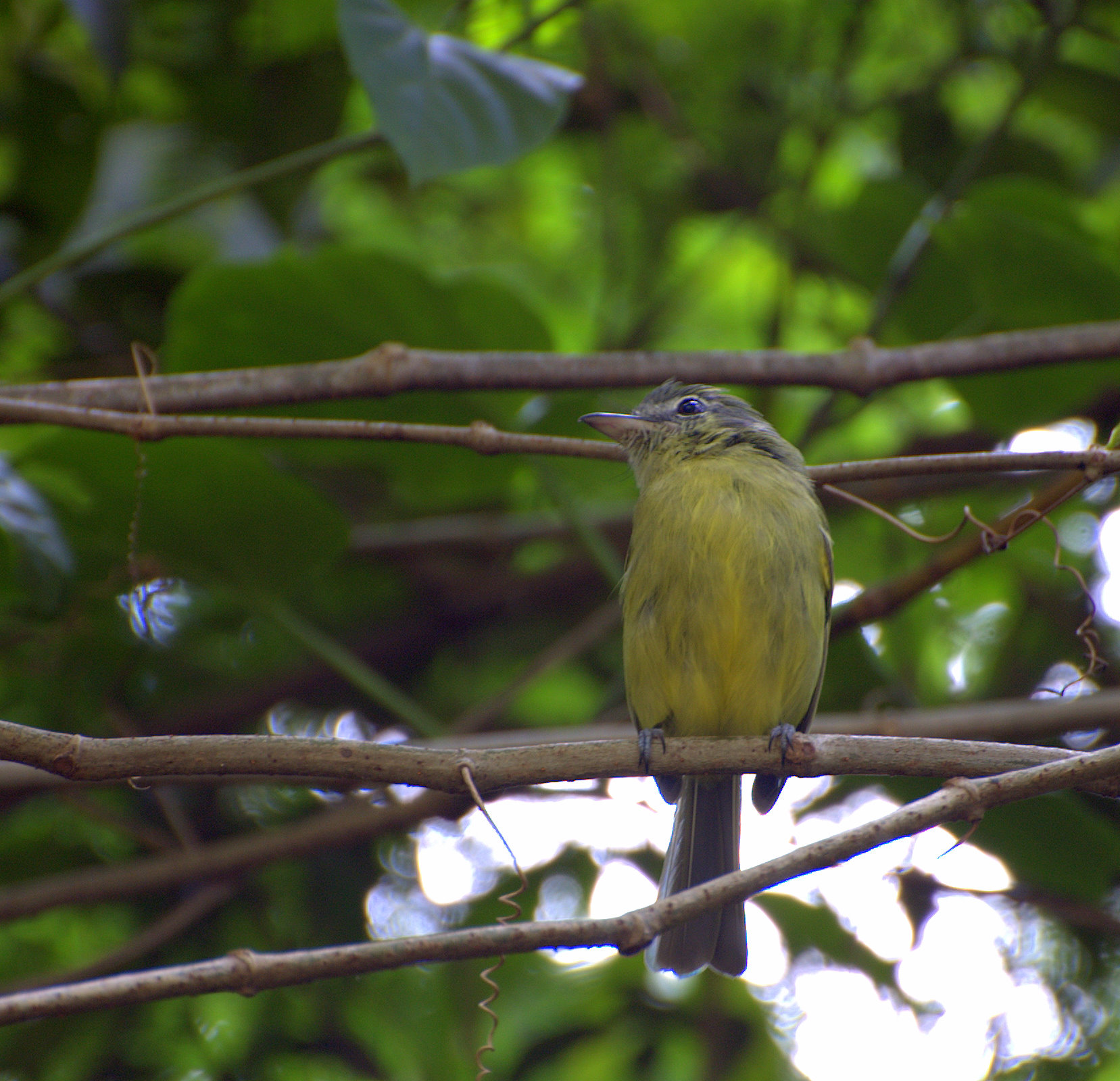